# Manius Tullius Longus
Pour les articles homonymes, voir Tullii.
Manius Tullius Longus est un des premiers consuls de la République romaine, en 500 av. J.-C., Comme la plus grande partie des hommes et des institutions de cette époque romaine, la réalité de son existence historique et de ses actions n'est pas certaine. De plus, les sources lacunaires présentent souvent des récits et des traditions considérablement réécrits et déformés.

## Famille
Longus appartient à la gens des Tullii qui prétendent être les descendants du roi légendaire Servius Tullius. Plusieurs formes différentes de son nom nous sont parvenues : Festus donne le cognomen de Tolerinus et Tite-Live l'appelle Marcus Manlius Tullus,.

## Biographie selon la tradition
Il est élu consul avec Servius Sulpicius Camerinus Cornutus pour collègue,. Selon Tite-Live qui ne trouve « rien à mentionner », son consulat n'offre pas de fait notable. Néanmoins, Denys d'Halicarnasse mentionne une guerre contre Fidènes et un complot visant à rétablir les Tarquins à Rome.

### Révolte des Fidénates
Selon ce dernier, des Fidénates, soutenus par des troupes fidèles aux Tarquins, prennent de nouveau le contrôle de la ville et font entrer une garnison au service des Tarquinii. Le Sénat envoie dans un premier temps des ambassadeurs pour résoudre le conflit par voie diplomatique. À Fidènes, les délégués romains sont menacés physiquement et ne peuvent remplir leur mission. Ils reviennent sains et saufs à Rome grâce à l'intervention des vieillards de Fidènes. Le consul Longus est alors dépêché sur place à la tête d'une armée et met le siège devant la ville. Les Fidénates envoient des députés requérir l'aide des Latins mais ces derniers hésitent sur la marche à suivre, certains prônant la guerre d'autres préférant conserver le traité d'alliance passé avec les Romains.

### Conjuration desTarquinii
À son retour à Rome, Longus s'associe avec son collègue Camerinus pour déjouer une conjuration visant à replacer les Tarquins sur le trône. Grâce aux indications données par deux Tarquins de Lavinium, Camerinus est parvenu à capturer les conjurés réunis sur le Forum. Denys d'Halicarnasse les qualifie de servi, terme qui peut définir des esclaves ou peut-être des descendants des partisans du roi Servius Tullius.
Selon Denys d'Halicarnasse, la répression menée par Camerinus est rapide et violente et aurait nécessité l'organisation de cérémonies lustratoires sous forme de ludi. Longus trouve la mort le troisième jour des Ludi Romani, après être tombé de son char durant une cérémonie et Camerinus achève seul son mandat de consul,.

### Auteurs antiques
- Tite-Live, Histoire romaine [détail des éditions] [lire en ligne], livre II
- Denys d'Halicarnasse, Antiquités romaines [détail des éditions] [lire en ligne], livre V

### Auteurs modernes
- (de) Georg Wissowa (dir.), Paulys Realencyclopädie der classischen Altertumswissenschaft (lire en ligne)
- (en) T. Robert S. Broughton, The Magistrates of the Roman Republic : Volume I, 509 B.C. - 100 B.C., New York, The American Philological Association, coll. « Philological Monographs, number XV, volume I », 1951, 578 p. (lire en ligne)
- (it) Filippo Canali De Rossi, Le relazioni diplomatiche di Roma : Dall'età regia alla conquista del primato in Italia, 753-265 a. C., con una appendice sulla più antica iscrizione greca del Lazio, Herder, 2005, 190 p.
- Jean Gagé, « La mort de Servius Tullius et le char de Tullia », Revue belge de philologie et d'histoire, vol. 41, no 1,‎ 1963, p. 25-62 (lire en ligne)
- (en) Henrik Mouritsen, Maggie Robb (dir.), « Digital Prosopography of the Roman Republic », King’s College London, 2018